# Tréouergat
Tréouergat (bretonisch: Treouergad) ist eine französische Gemeinde mit 325 Einwohnern (1. Januar 2022) im Département Finistère in der Region Bretagne. Sie gehört zum Kanton Saint-Renan. Tréouergat gehört zur Communauté de communes du Pays d’Iroise.

## Geografie
Die Gemeinde liegt in rund 12 Kilometern Entfernung zum Atlantik und rund 15 Kilometer nördlich von Brest.

## Geschichte
Die Gemeinde war früher Teil der Nachbargemeinde Plouguin. Frühere Bezeichnungen lauteten Treffgouescat (1389), Treffgoezcat (1467), Treffgouezcat (1611), Trefgouergat (1641 und 1696), Treouergat oder Trefgouescat (1697). 
Als sich Frankreich im Zweiten Weltkrieg unter deutscher Besatzung befand, gab es in Tréouergat eine Gruppe der Résistance (FFI) mit „russischen“ Kämpfern, die an der Befreiung von Brest beteiligt war. Deutsche Offiziere hatten internationale Hilfstruppen (mehrheitlich Weiße Russen verschiedener Ethnien sowie Inder; siehe Subhash Chandra Bose) für die Jagd auf Widerstandskämpfer eingesetzt, über die sie jedoch meist nicht die völlige Kontrolle hatten und die zunehmend desertierten und die Seite wechselten. Den 164 „Russen“ wurde 1965 ein Denkmal in Kergoff errichtet.

## Bevölkerungsentwicklung

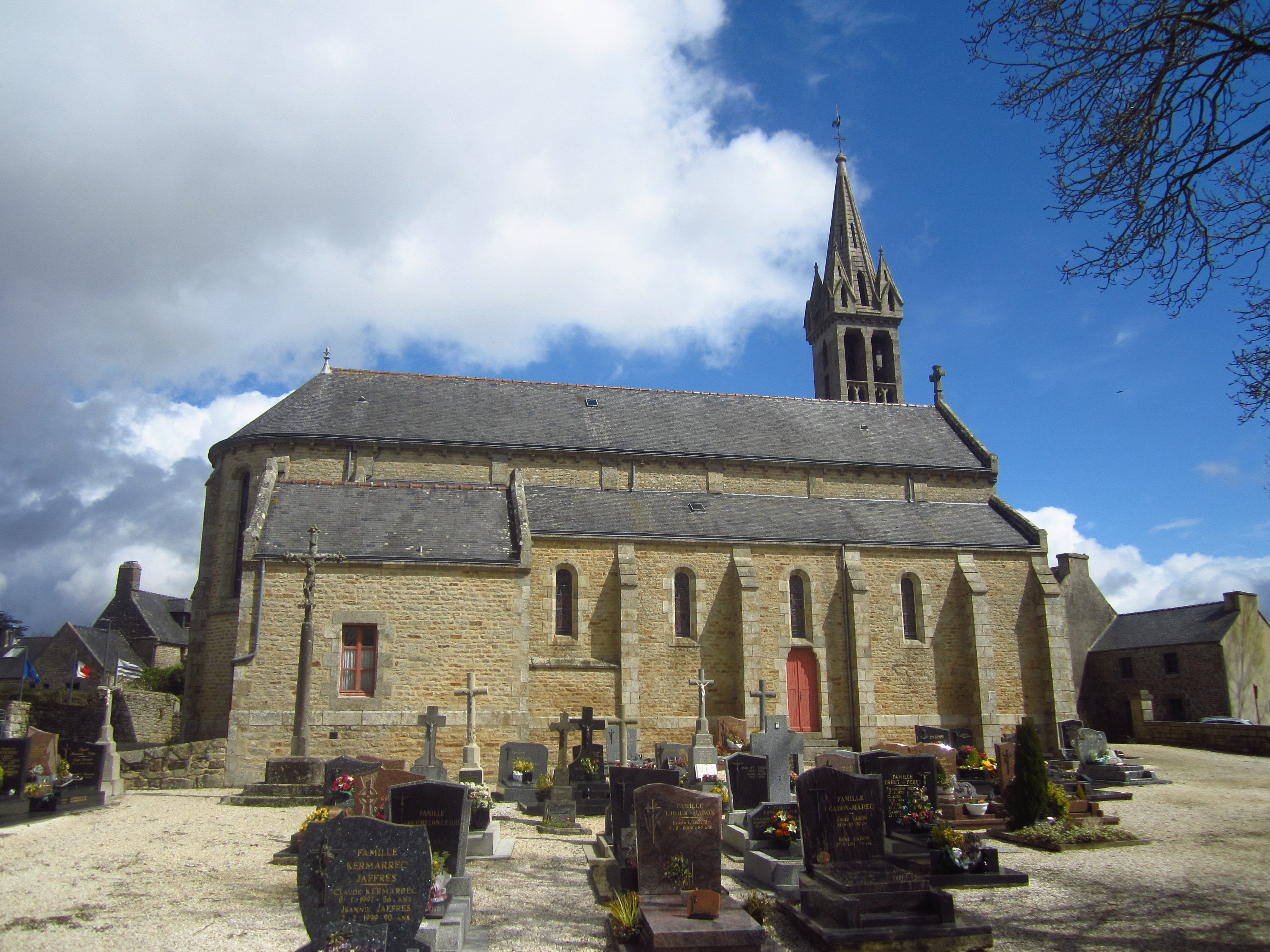
Kirche Saint-Gouescat

| Jahr      | 1962 | 1968 | 1975 | 1982 | 1990 | 1999 | 2007 | 2017 |
| Einwohner | 252  | 256  | 253  | 267  | 263  | 252  | 224  | 341  |